# Symphurus lubbocki
Symphurus lubbocki és un peix teleosti de la família dels cinoglòssids i de l'ordre dels pleuronectiformes que viu al sud-est de l'Atlàntic.